# 1. Simmeringer SC
Maillots

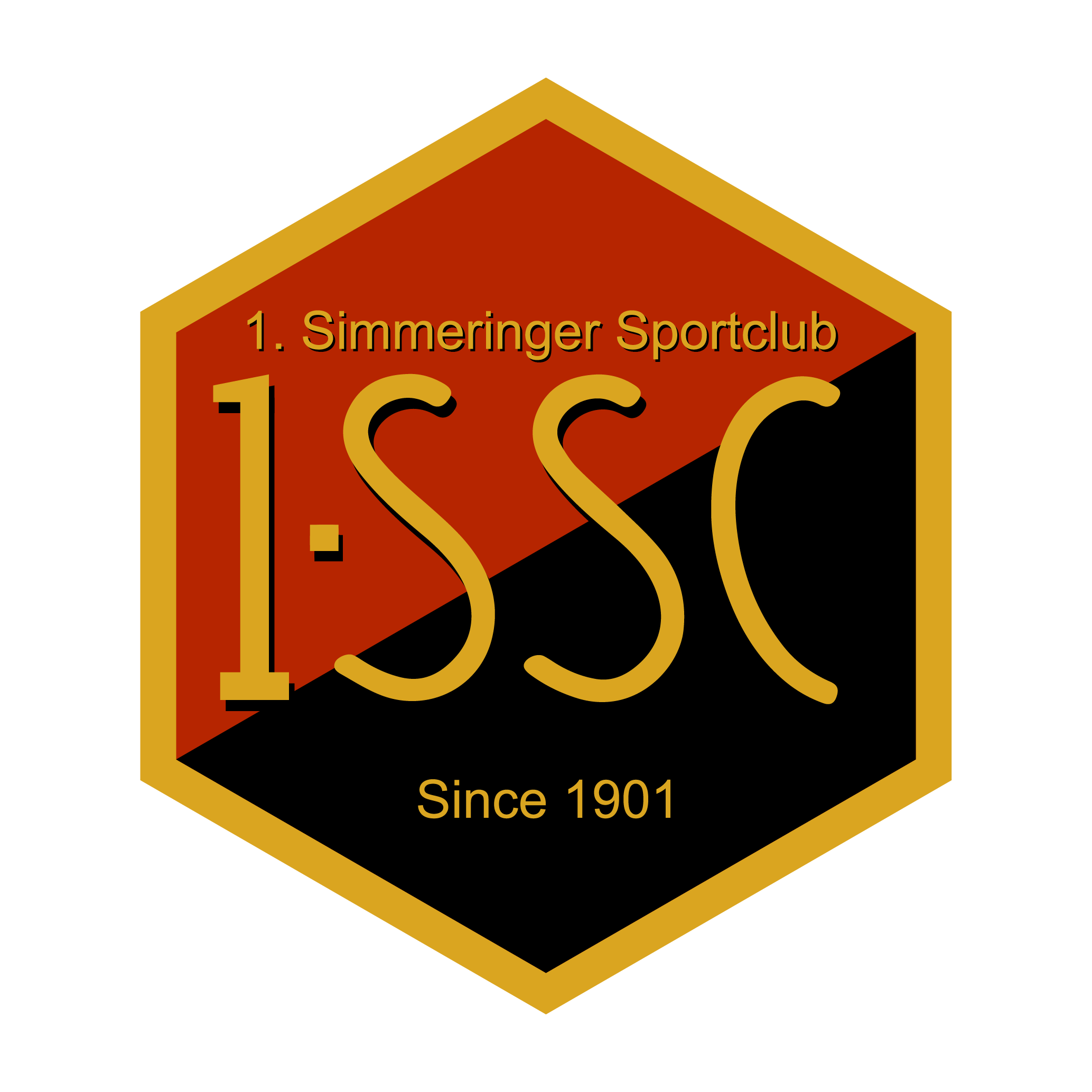

Le 1. Simmeringer SC est un club de football autrichien, basé à Vienne.
Si le club omnisports de Simmeringer Amateur a été fondé en 1982, la section football a quant à elle vu le jour en 1901. Le club participe au championnat viennois à partir de la saison 1911-1912. Son meilleur résultat en 36 saisons passées parmi l'élite est une troisième place, décrochée à l'issue de la saison 1925-1926. Les années 1920 resteront comme l'âge d'or du club, qui ne réussira jamais à retrouver un tel niveau par la suite. Jusqu'en 1980, il va ainsi osciller entre les championnats de première, deuxième et troisième division. Sa dernière apparition en D1 date de la saison 1982-1983, avec dans ses rangs le tout jeune Anton Polster, et ne peut éviter la relégation au club. Simmeringer joue en Regionalliga, le troisième niveau autrichien, lors de la saison 2011-2012. 
Simmeringer a eu l'occasion de prendre part à une compétition européenne, la Coupe Mitropa 1960, qui s'est déroulé sous un format particulier, puisque chaque nation inscrite est représentée par six clubs, qui disputent un seul match chacun. Le club viennois a ainsi rencontré le Ferencváros (victoire 2-1 à Vienne, défaite 5-1 en Hongrie).

## Palmarès
- Fußball-Regionalliga (D3) :
  - Champion : 1951, 1965, 1970, 1973

## Joueurs célèbres
- Rudolf Viertl
- Ferdinand Swatosch
- Hans Horvath
- Karl Sesta
- Ernst Stojaspal
- Anton Polster

## Entraîneurs
- Andreas Ogris (2001-2002 et 2005-2006)
- Christian Prosenik (2012)